# Cyrtandra grandibracteata
Cyrtandra grandibracteata är en tvåhjärtbladig växtart som beskrevs av Margaret Clark Gillett. Cyrtandra grandibracteata ingår i släktet Cyrtandra och familjen Gesneriaceae. Inga underarter finns listade i Catalogue of Life.